# Centre Jaude
Le Centre Jaude est l'un des principaux centres commerciaux de la région Auvergne-Rhône-Alpes. Il est situé sur la principale place de Clermont-Ferrand, la place de Jaude d'où il tire son nom.
Du fait de sa position centrale dans le département du Puy-de-Dôme et de son offre commerciale, le Centre Jaude absorbe sa clientèle sur toute l’Auvergne, sur plusieurs dizaines de kilomètres autour de Clermont-Ferrand dans une zone de chalandise de plus de 500 000 habitants. 
Desservi par quatre lignes de bus et le tramway, le Centre Jaude attire 12 millions de visiteurs par an, issus de cinq départements[source secondaire nécessaire].

## Caractéristiques
Le Centre Jaude 1 est composé d’une galerie marchande de 22 646 m2 sur trois étages accueillant quatre-vingts commerces.
Son extension, le Centre Jaude 2 de 13 400 m2 réalisée fin 2013, qui porte l’ensemble à 37 000 m2 de surface, fait partie intégrante d’un programme qui comprend des logements, des bureaux, un deuxième cinéma multiplexe de sept salles, un hôtel quatre étoiles et un parking de 600 places sur deux niveaux.
Il est l'un des plus vastes centres commerciaux de France avec 98 enseignes, parmi lesquelles de nombreuses inédites dans la région avec notamment le troisième Lego Store de France, des restaurants et un cinéma.

## Histoire

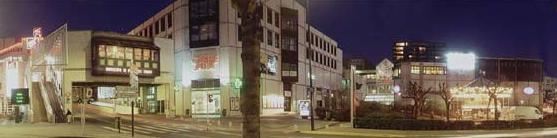
Le Centre Jaude en 2005, avant la rénovation de la place et des façades.

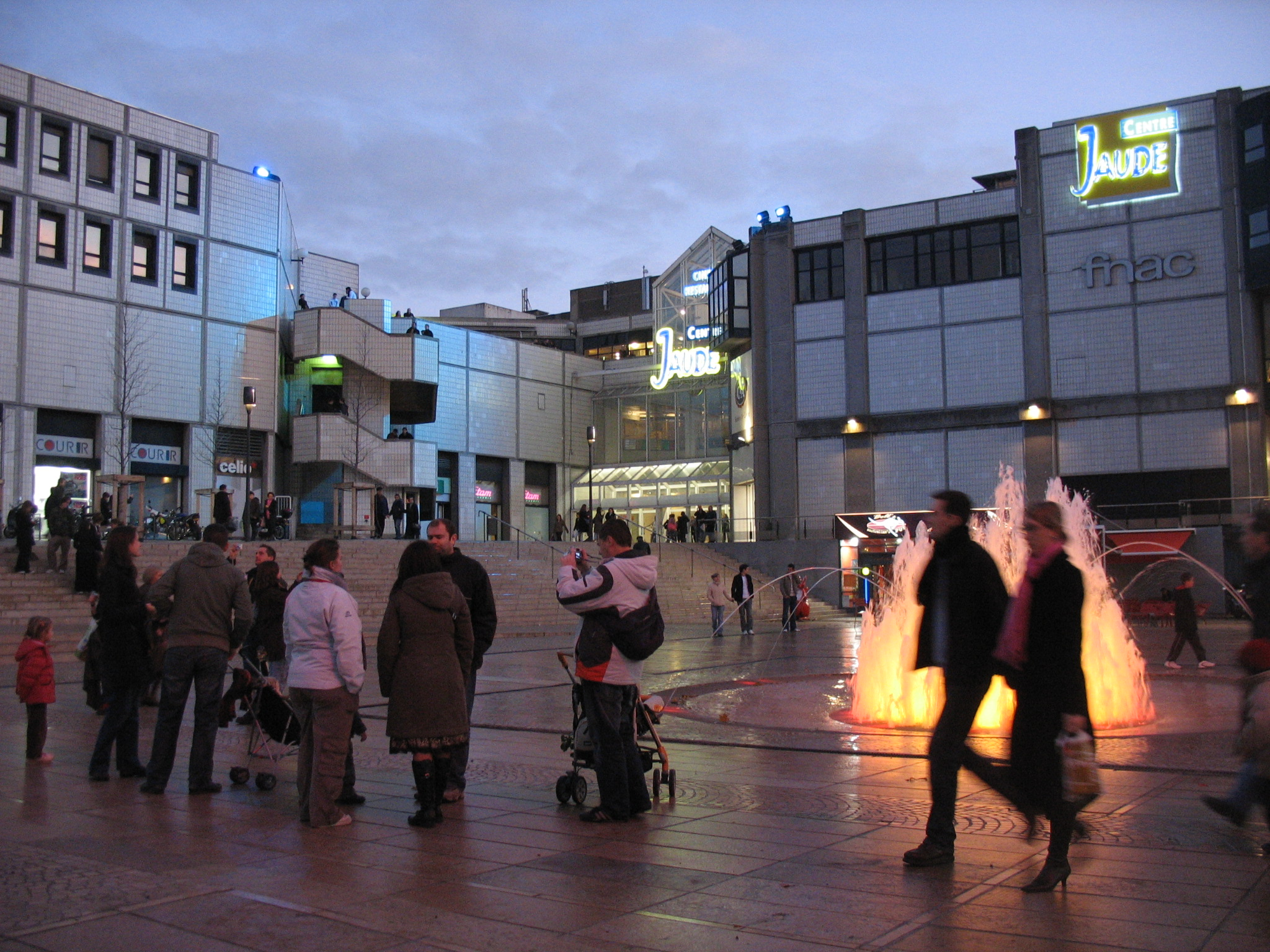
Centre Jaude à la tombée de la nuit en décembre 2006

En 1960, la municipalité décide de rénover le quartier dit du « fond de Jaude », pour y construire un centre commercial, des logements et des bureaux. Ce quartier était alors jugé insalubre et était particulièrement déprécié. Il est complètement rasé et les travaux de construction du centre commercial débutent à la fin 1978. 
Les boutiques ouvrent leurs portes le 11 septembre 1980. 

### Projet architectural
Le Centre Jaude a été conçu par l’architecte Jean-Loup Roubert. Le bâtiment est essentiellement composé de béton. 
La partie publique a été conçue comme des passages sur plusieurs niveaux « dans la tradition des passages couverts du XIXe siècle ». Une verrière éclaire les espaces de circulation, permettant l'entrée de la lumière naturelle.
Les façades sont principalement dans des gammes de noir et de blanc, « gamme chromatique dominante à Clermont-Ferrand».

### Extensions et rénovations

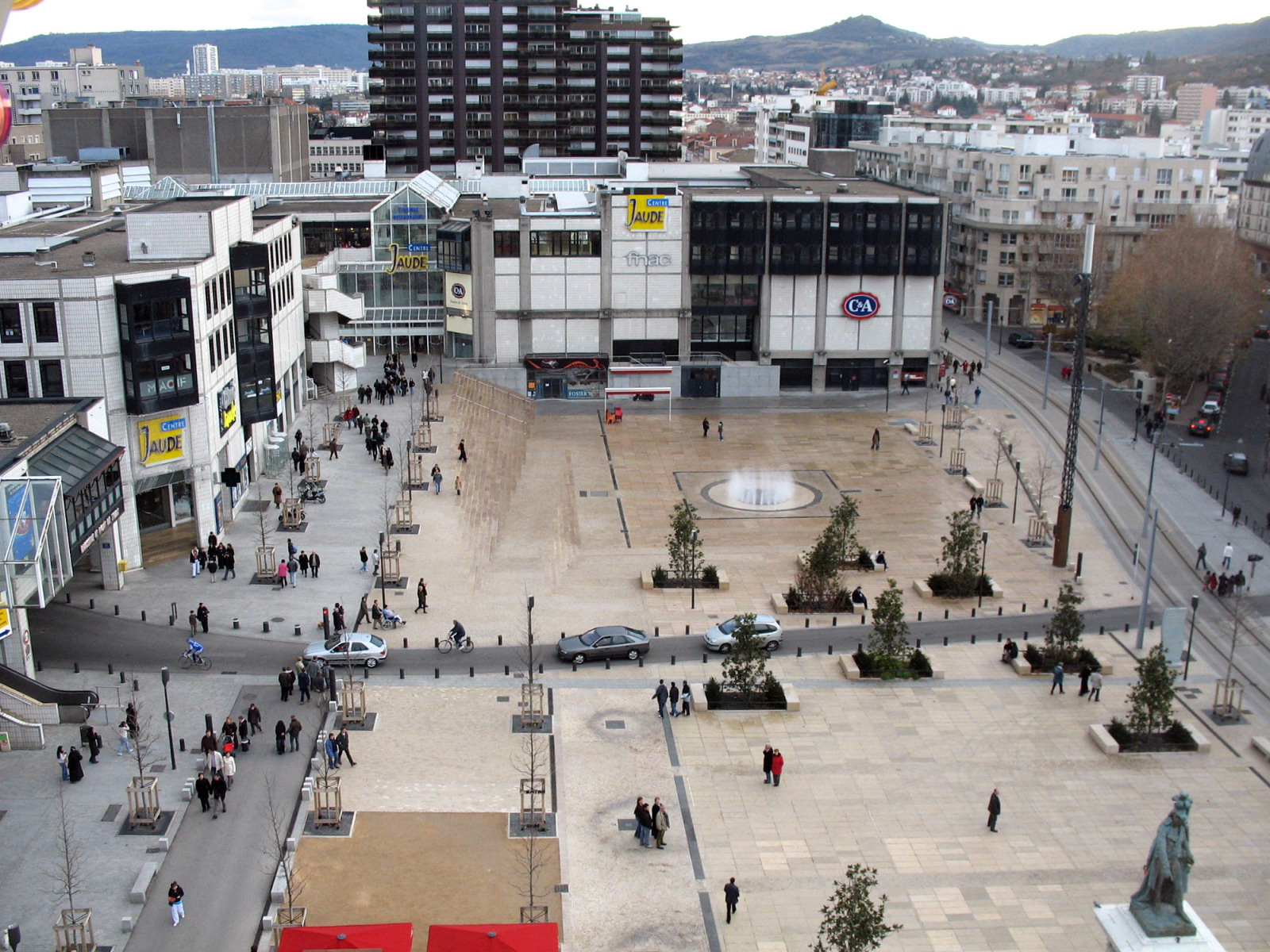
Le Centre Jaude en 2006, avant rénovation des façades

En 2002, le bâtiment a été agrandi par l'ajout d'un étage qu'occupe aujourd'hui le rayon librairie de la Fnac.
En 2008, le centre a connu une rénovation d'ampleur conduite par le cabinet d'architectes Arnaud Fougeras Lavergnolle. Les façades donnant sur la place de Jaude, auparavant revêtues de carrelage blanc, ont été recouvertes de 1 600 mètres carrés d'habillage en verre, illuminé en couleurs la nuit,. À cette occasion, une extension supplémentaire a été réalisée (500 m2 de surface commerciale).
L'intérieur a subi deux rénovations d'ampleur en 1990, puis en 2015 - 2016,,.

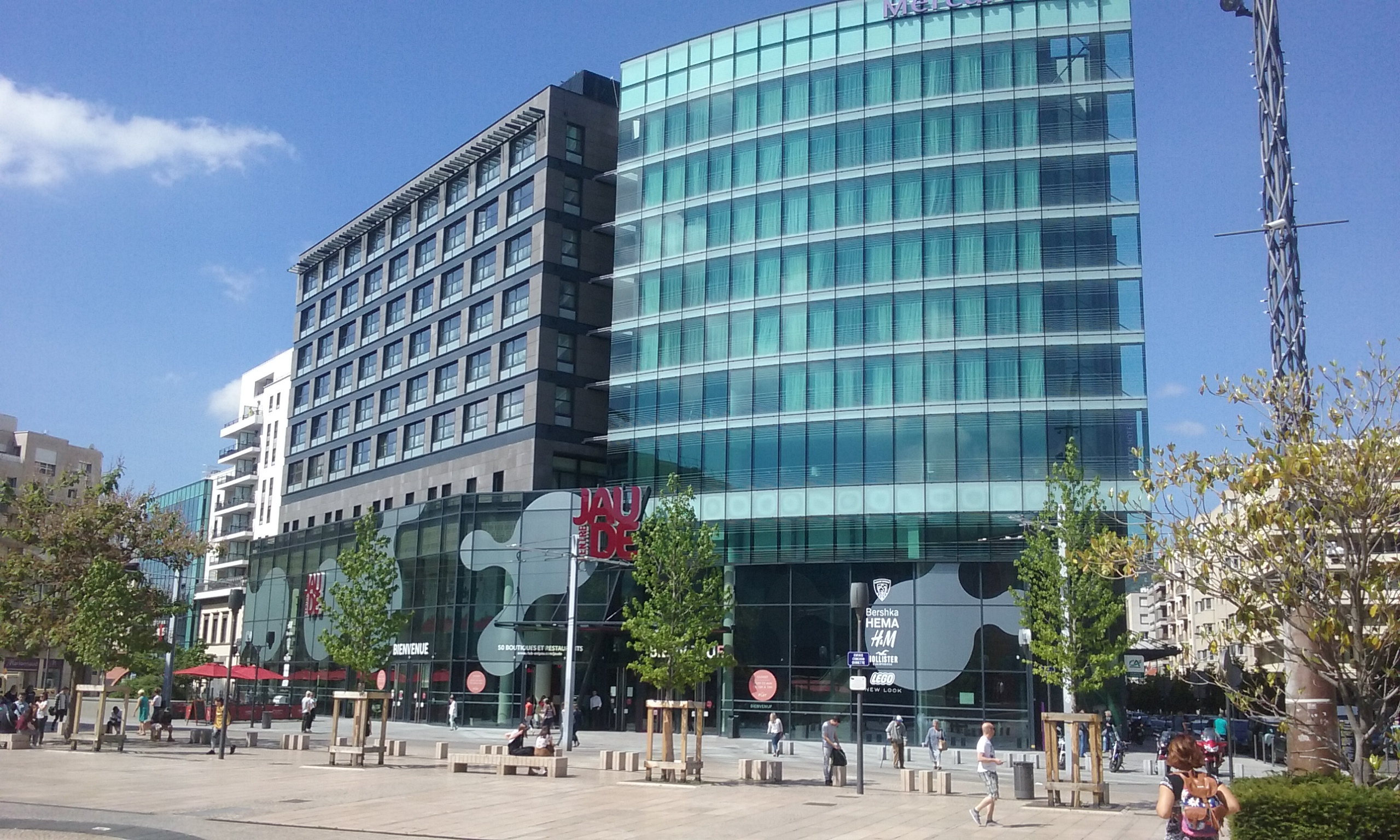
Le Centre Jaude 2

Le 13 novembre 2013, a été inaugurée la plus grande extension que le centre ait connu, le Centre Jaude 2, intégré au complexe immobilier du Carré de Jaude 2. Cette extension a permis l'ouverture de cinquante boutiques supplémentaires sur 13 330 m2 en grande partie inédites dans la région.

## Identité visuelle
Depuis sa création en 1980 le centre commercial n'a connu que peu d’évolution en matière d'identité visuelle, il faut attendre la fin de 2013 lors de l'inauguration de l’extension du centre commercial, date à laquelle un nouveau logo est dévoilé accompagné d'une communication sur les réseaux sociaux, d'un journal interne et d'une signalétique et décoration accordée. 

Ancien logo du Centre Jaude, jusqu'à novembre 2013.
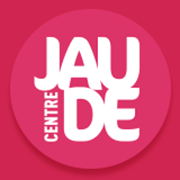
Logo du Centre Jaude de novembre 2013 à 2018.